# Атлауилько (муниципалитет)
Атлауилько (исп. Atlahuilco) — муниципалитет в Мексике, штат Веракрус, расположен в Горном регионе. Административный центр — город Атлауилько.